# Sussaba coloradensis
Sussaba coloradensis là một loài tò vò trong họ Ichneumonidae.